# Turks and Caicos Islands National Basketball
Dieser Basketballverband ist der offizielle Basketballverband auf den Turks- und Caicosinseln. Er hat seinen Sitz in Providenciales.

## Geschichte und Aufgaben
Der Verband ist seit 2002 Mitglied der Fédération Internationale de Basketball (FIBA) und ist damit auch Mitglied der FIBA Amerika. Präsident des Verbandes ist zur Zeit Sydwell Somo Chicolo Glasgow. Sein Generalsekretär ist Trevor M. Cooke.
Der Verband ist für die Organisation, Leitung und Entwicklung des Basketballsports auf den Turks- und Caicosinseln verantwortlich. Der Verband vertritt den Basketballsport gegenüber Behörden sowie nationalen und internationalen Sportorganisationen.
Zusätzlich verteidigt der Verband auch die moralischen und materiellen Interessen des dortigen Basketballs. Der Verband organisiert die Nationale Meisterschaft und ist für die Basketballnationalmannschaft der Turks- und Caicosinseln und die Basketballnationalmannschaft der Turks- und Caicosinseln (Damen) verantwortlich.

## Infos zum Verband
| Kriterium               | Fakten                       |
| ----------------------- | ---------------------------- |
| Gründungsjahr           |                              |
| FIBA-Mitglied           | Ja                           |
| Jahr des FIBA-Beitritts | 2002                         |
| Kontinental Verband     | FIBA-Amerika                 |
| Sitz des Verbandes      | Providenciales               |
| Präsident               | Sydwell Somo Chicolo Glasgow |
| Generalsekretär         | Trevor M. Cooke              |
| Höchste Liga            |                              |
| Sonstiges               |                              |